# 诺氏棘十字虫
诺氏棘十字虫（学名：Acanthostaurus nordgaardi）为十字叶虫科棘十字虫属的动物。分布于挪威以及中国南海等海域。